# Galaxia espiral M91
Messier 91 (M91 / NGC 4548) es una galaxia espiral barrada en la constelación Coma Berenices. M91 es el objeto más tenue del Catálogo Messier y uno de los objetos de este catálogo de más difícil observación para el astrónomo aficionado. Fue probablemente descubierta por Charles Messier en 1781 e independientemente redescubierta por William Herschel el 8 de abril de 1784.
Durante mucho tiempo M91 fue un objeto Messier desaparecido, ya que Charles Messier había determinado su posición desde M89, aunque el pensó que lo había hecho desde M58. No fue hasta 1969 que un astrónomo aficionado de Texas imaginó su verdadera localización. Ello permitió descubrir la coincidencia entre M91 y NGC 4548. Previamente se había llevado a pensar que M91 podía ser un cometa catalogado erróneamente, una entrada duplicada de la galaxia M58, o la galaxia NGC 4571.
M91 es un miembro del Cúmulo de galaxias de Virgo, y como otros miembros de este cúmulo de galaxias, se encuentra situado al sur de la constelación de Coma Berenices. Su pertenencia al Cúmulo de Virgo fue confirmada en 1997 por la medida de su distancia, 52 ± 6 millones de años luz, obtenida a partir de sus variables cefeidas y llevada a cabo con el Telescopio Espacial Hubble. -mediciones de cómo fluctúa su brillo de superficie, sin embargo, sugieren una distancia mayor, de 63 ± 16 millones de años luz-.
Es, finalmente, considerada una galaxia anémica, con un bajo contenido en hidrógeno neutro y una baja tasa de formación estelar comparada con las de otras galaxias similares  -concentrada además en las zonas dónde los brazos espirales se unen a la barra- y además muestra también cierta deficiencia de hidrógeno molecular.
Algunos autores creen que M91 tiene en su centro un agujero negro de 25 millones de masas solares.